# Lužianky
Lužianky – wieś i gmina (obec) w powiecie Nitra, w kraju nitrzańskim na Słowacji. Znajduje się na Nizinie Naddunajskiej zaraz po północnej stronie miasta Nitra (łączy się z nim). Położona jest nad brzegami rzeki Nitra.
We wsi znajduje się stacja kolejowa Lužianky.